# Nova Resende
Nova Resende is een gemeente in de Braziliaanse deelstaat Minas Gerais. De gemeente telt 14.686 inwoners (schatting 2009).

## Aangrenzende gemeenten
De gemeente grenst aan Alpinópolis, Alterosa, Bom Jesus da Penha, Carmo do Rio Claro, Conceição da Aparecida, Juruaia, Monte Belo en São Pedro da União.